# Postmodernizm (sztuka)
Postmodernizm – termin używany przez historię i krytykę sztuki do nazywania różnorodnych, czasem nawet przeciwstawnych stylistyk. W znaczeniu potocznym oznacza przede wszystkim tyle, co poawangardowy, zdystansowany w stosunku do awangardy, ale niekoniecznie z nią sprzeczny. Postmodernizm może być również rozumiany jako sprzeciw wobec koncepcji racjonalnego charakteru kultury i jej liniowego rozwoju.
Postmodernizm nie jest zwartym, jednolitym, planowo wykreowanym ruchem artystycznym, jest to wspólna przestrzeń konfrontacji różnych tendencji i koncepcji, których wspólnym mianownikiem jest krytyczny stosunek do monolitycznej, homogenicznej wizji świata oraz nieustanne podważanie dominacji eurocentrycznej i patriarchalnej kultury Zachodu.

## Pierwsze oznaki
Pod koniec lat 50. i przez całą następną dekadę konceptualizm, pop-art, assemblage, environment, happening, Fluxus, kontrkultura podważały do niedawna niewzruszone zasady sztuki. Poczucie zmierzchu objęło wszystkie dziedziny twórczości, z tym, że najszybciej zareagowała krytyka literacka. Dopiero w latach 70. termin postmodernizm zaczął się pojawiać w dyskusji nad innymi dziedzinami twórczości artystycznej. Postmodernizm nie formułuje jednak żadnego spójnego programu, i nie buduje żadnej nowej ideologii, stąd też płynność terminu i nieostrość jego granic. Sam termin pojawił się w obszarze sztuki amerykańskiej na początku lat 60., na przestrzeni kilkudziesięciu lat jego istnienia wielokrotnie przesuwało się jego znaczenie. Początkowo posługiwano się nim do opisu zjawisk artystycznych wykraczających poza modernistyczną estetykę, będących odpowiednikiem europejskiej awangardy początku wieku, a z drugiej strony stanowiących końcówkę awangardy międzynarodowej. W znaczeniu tym europejscy komentatorzy używali terminu neoawangarda. Postmodernizm szybko stał się hasłem antymodernistycznej rewolty, choć skierowany był nie tyle przeciw modernistycznej sztuce, co przeciwko jej instytucjonalizacji przez muzea i akademie. Amerykański postmodernizm lat 60. postulował powrót do zaangażowania politycznego, czy społecznego, zarzuconego przez zinstytucjonalizowaną awangardę. Przejawiał – tak jak awangarda początków wieku – technologiczny optymizm; telewizja, wideo i komputer stały się dla niego tym, czym na początku wieku były radio, fotografia i film. Performance, happening i body art, tak jak wcześniej dadaizm i surrealizm stały się wyzwaniem rzuconym instytucji kultury i sztuki, miały zniweczyć dzieło jako wytwór o materialnej wartości. Kultura popularna jawiła się jako sojusznik w walce ze zdecydowanie odrzucającym ją skostniałym modernizmem. Wszystko działo się na ogromnej fali kontrkultury. W połowie lat 70., jako postmodernistyczne określa się wszystkie kierunki po happeningu, czyli od końca lat 50., z tym, że np. Douglas Davis w swojej książce Artculture, essays on the Post-Modern nie podaje poza postulatem uwolnienia się od krępującego artystyczną swobodę pojęcia stylu żadnej definicji postmodernizmu.

## Lata 70.
Na początku lat 70. termin postmodernizm wyrażał poczucie końca dotychczasowej koncepcji sztuki, wyczerpywanie się jej atrakcyjności i tradycji nowości jako kategorii estetycznej. Kontestacyjne gesty zużywając się traciły sens, lub zamieniały się we własne przeciwieństwa, przechwytywane przez komercyjny obieg, tak jak wyzwolenie seksualne sprowadziło pornografię. Zatarcie granic pomiędzy kulturą wysoką a masową spowodowało uczucie dowolności, można było swobodnie mieszać różne konwencje, języki i style. Stan eklektycznej dowolności i wyczerpania utopijnych dążeń przyczynił się do skrajnej krytyki postmodernizmu, oskarżano go o niwelowanie wartości, porzucenie ideałów modernizmu, wprowadzenie chaosu i artystycznej dowolności.
Wyczerpanie się koncepcji liniowej ewolucji sztuki, zderzenie się tej koncepcji ze ścianą, jaka była niemożność jej dalszego rozwoju pozbawia sztukę porządkującej opowieści (właśnie o liniowym postępie w sztuce), nie ma już dłużej obiektywnego, wartościującego punktu odniesienia, od tej pory tym punktem staje się styk różnych obszarów dyskusji o sztuce, w którym to spotykają się różne jej koncepcje.
Pod koniec lat 70. termin zaczął być stosowany w odniesieniu do nowych tendencji w sztuce zasygnalizowanych przez transawangardę.

## Lata 80.
W latach późniejszych dopiero od tego momentu wyróżniano postmodernizm, wszystkie powyższe zjawiska zalicza się jeszcze do modernizmu, postmodernizm miałby wtedy być reakcją na stan owego wyczerpania i znużenia awangardą, zaczął też oznaczać fundamentalną przemianę w myśleniu o kulturze, a związanej z odrzuceniem modernistycznego racjonalizmu i uniwersalizmu.
Jakiej by cezury nie przyjąć, faktem jest, że postmodernizm nie wypracował jednorodnej stylistyki, obejmuje tak różne zjawiska jak niemieckie (i wrocławskie) Neue Wilde, włoską transawangardę, Young British Sculptors, czy amerykańskie new painting. Ze względu na tendencje sztuki awangardowej do hermetyczności, nadmiernego teoretyzowania i dogmatyczności (patrz np. koncepcja sztuki wypracowana przez Mondriana) postawy postmodernistyczne szybko upowszechniły się na przełomie lat 70. i 80. Postmodernizm postuluje niczym nieograniczoną różnorodność, dopuszcza do głosu rozmaite mniejszości, feministki, anektuje motywy przez awangardę „zakazane” jak kultura masowa, sztuka dawna i ta spoza wąskiego kręgu modernizmu, powracają tradycyjne formy sztuki, jak malarstwo na płótnie, upada dogmat nieograniczonego, liniowego rozwoju sztuki.
Dziś granica między modernizmem a postmodernizmem, tak niegdyś ostra coraz bardziej się zaciera, nie ma pewności, na ile jest nową formacją, a na ile jeszcze jedną odsłoną modernizmu, wiadomo z całą pewnością, że postmodernizm zwrócił uwagę na pewne błędne założenia modernizmu, jak wiara w postęp, czy liniowy rozwój sztuki. Pojawiły się natomiast rozważania, czy postmodernistyczna zasada intertekstualności nie jest po prostu kolejnym wcieleniem awangardowych tendencji do badania języka (jak to robił np. konceptualizm, czy minimalizm).

## Cechy stylowe
Postmodernizm z założenia wystrzega się zastygania w jednym skodyfikowanym sposobie uprawiania sztuki, często za styl postmodernizmu uważa się właśnie bezstylowość.
Do kanonu postmodernistycznych chwytów należą interpretacja antroposfery jako gry, pastisz, cytat (przy czym zarówno teksty, jak i utwory muzyczne, czy dzieła plastyczne są interpretowane jako mozaiki zbudowane z przytoczeń i przekształceń wcześniejszych dzieł, a sam cytat nie służy, jak wcześniej bywało, powołaniu się na mistrza, albo uznane dzieło, i tym samym nobilitacji, lecz prowadzeniu, w różnych celach, własnej gry), świadomość przyjętej konwencji (np. bohaterowie kreskówek wypowiadający uwagi o dubbingu), intertekstualność, paradoksalne skojarzenia, dowolne komponowanie form i znaczeń (co określa się francuskim terminem bricolage), przywiązuje się dużą uwagę do kontekstu, w którym dzieło się pojawia. Często pojawiającym się motywem w postmodernizmie jest niemożliwość dotarcia do pierwotnych źródeł, bezpośredniego zapisu rzeczywistości.

## Artyści postmodernistyczni
- Robert Mapplethorpe
- Vanessa Beecroft
- Orlan
- Jeff Koons
- Quentin Tarantino
- Marek Kamieński